# Tessellarctia mercedes
Tessellarctia mercedes är en fjärilsart som beskrevs av Dyar. Tessellarctia mercedes ingår i släktet Tessellarctia och familjen björnspinnare. Inga underarter finns listade i Catalogue of Life.